# Thạch (đơn vị đo lường)
Thạch là một đơn vị đo lường dùng để tính thể tích ở các nước Đông Á khi xưa.

## Trung Quốc
Ở Trung Quốc, "Thạch" có thể là đơn vị đo khối lượng hoặc thể tích.
Về thể tích, 1 Hộc là 10 Đấu (cho đến Ngũ Đại). Còn từ đời Tống trở đi thì chỉ là 5 Đấu. Còn Thạch thì thực ra là bằng Hộc, tuy nhiên từ đời Tống trở đi thì lại là 2 Hộc. Tức là 1 Thạch lúc nào cũng là 10 Đấu.
Về khối lượng, từ thời Tống, 1 Thạch là khoảng 71,616 kg. 1 thạch = 4 quân, 1 quân = 30 cân, 1 cân = 16 lạng, 1 cân = 1,6 kg

## Nhật Bản
Thạch(石, koku) hay Thạch cao (石高) là một đơn vị đo lường Nhật Bản dùng để tính thể tích, một thạch tương đương với mười xích khối hay mười thước (Nhật) khối. Cụ thể, 3,5937 thạch có thể tích tương đương một mét khối hay 1 thạch tương đương 278,3 lít. Ban đầu, đơn vị thạch dùng để đo dung tích gạo, theo các tài liệu sử thì 1 thạch gạo tương đương với số gạo một người tiêu thụ trong 1 năm (còn 1 đấu là lượng gạo 1 người tiêu thụ trong 1 ngày). Tính ra thì 1 thạch gạo nặng 150 kilôgram (23,6 stone hay 330 pound). Kể từ năm 1891 trở đi, 1 thạch được quy định chính xác là 240100⁄1331 lít, tương đương 180,39 lít (5 bushel hay 48 gallon), một con số nhỏ hơn con số cũ.
Trong Thời kỳ Giang Hộ, mỗi phiên đều tổ chức đánh giá thu nhập và số ruộng đất của mình bằng đơn vị thạch. Phiên có thu nhập thấp nhất (và diện tích nhỏ nhất) là "phiên một vạn thạch", còn phiên Kaga - lãnh chúa lớn nhất sau Mạc phủ - được gọi là "phiên một trăm vạn thạch" (cụ thể là 1,025 triệu thạch). Phần lớn các võ sĩ, kể cả hạng võ sĩ cấp cao hatamoto vẫn nhận bổng lộc bằng gạo chứ không phải bằng tiền, và vì vậy số bổng lộc này cũng được tính bằng thạch. Ở các phiên Tōhoku và Hokkaidō - nơi không phải lúc nào cũng trồng lúa được - thì họ vẫn duy trì đơn vị "thạch" nhưng không điều chỉnh, sửa đổi nó từ năm này qua năm khác. Chú ý là có một số phiên có giá trị nền kinh tế lớn hơn con số "thạch" được thống kê rất nhiều, điều này giúp họ có thể đầu tư nhiều hơn vào một số dự án phát triển kinh tế. Thạch cũng được dùng làm đơn vị tính sức chứa của những chiếc thuyền chở gạo. Những chiếc thuyền nhỏ thường là loại "50 thạch" (7,5 tấn), trong khi đó loại lớn nhất có dung tích lên tới 1 nghìn thạch (150 tấn), những chiếc này còn lớn hơn cả các tàu chiến trong đội thuyền của Mạc phủ.
Sau cuộc Minh Trị duy tân, Nhật Bản chuyển sang dùng các đơn vị đo lường thuộc hệ mét và vì vậy các đơn vị cũ như "thạch" dần dần bị bãi bỏ. Nhưng đơn vị thạch hiện nay vẫn được sử dụng rộng rãi trong ngành công nghiệp khai thác và chế biến gỗ của Nhật Bản.
"Lễ hội Trăm vạn thạch" Hyakumangoku Matsuri tổ chức ở Kanazawa có nguồn gốc từ lễ mừng đại danh Maeda Toshiie vào năm 1583 - mặc dù ông ta chỉ gia nhập vào đẳng cấp 100 vạn thạch sau trận Quan Ngã Nguyên năm 1600.